# 貨幣歷史

## 非金錢交換

### 禮物經濟
禮物經濟（禮物文化或禮物交换）是自古以来的自由价值经济学模式。交换过程中，给与者没有任何得到价值回报的要求和预期。

### 以物易物
人類使用貨幣的歷史產生於最早出現物質交換的時代。在原始社会，人們使用以物易物的方式，交換自己所需要的物資，例如以一隻羊換一把石斧。但是有時候受到用於交換的物資種類的限制，不得不尋找一種能夠為交換雙方都能夠接受的物品。這種物品就是最原始的貨幣。牲畜、食鹽、稀有的貝殼、珍稀鸟類羽毛、寶石、沙金、石頭等不容易大量獲取的物品都曾經作為貨幣使用過。
在現代社會中，一些特定社群亦會出現以物易物，如監獄中就常以酒、菸草、咖啡、茶葉、檳榔作為貨幣，某些以孩童為主的社會，如孤兒院、育幼院，甚至可以用餅乾與糖果、口香糖等作為貨幣。
附註：從以物易物到貨幣的發明，這裡面存在著一個人類共同的信念，那就是「我們無法信任彼此」。在以物易物之前，以直系血緣系統為主的人際互動方式是分享與合作，後來複雜的文明開始出現，各大家族的人們開始出現分別比較的概念，於是又創造出「公平」這個概念，乃至發明以物易物到貨幣作為「公平」這個概念的媒介。

## 商品貨幣

### 貝幣
成书于西汉的《史记》及《盐铁论》中均有夏代使用贝币的记载，但由于是后人追述，传说成分很大。而一些夏代的墓葬、遗址出土的文物中，贝币的出现则佐证了夏代使用贝币的说法，如1975年在河南偃师二里头文化遗址中出土了12枚天然海贝和仿制的骨贝与石贝。
商代中后期，随着商品交换规模的扩大，海贝数量出现了相对不足，仿制贝币开始出现，有石贝、珧贝、陶贝、骨贝、蚌贝、铜贝、银贝及包金贝等等。在河南、山西等地的多个商代晚期墓葬中有大量仿贝和真贝同时出土。中国货贝开始了由实物货币到金属货币的过渡。

### 金屬貨幣

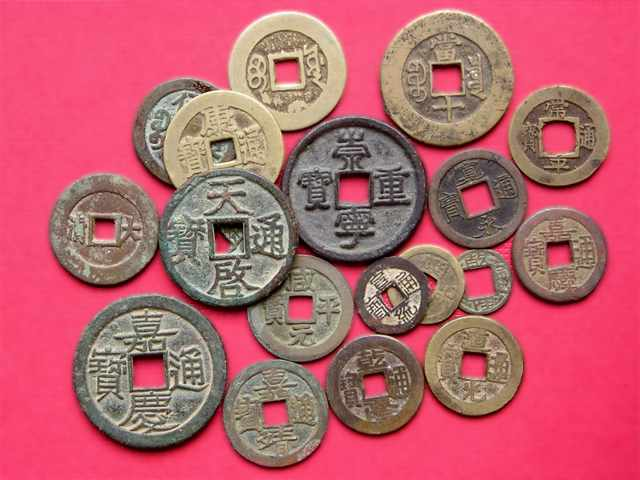
銅錢

經過長年的自然淘汰，在絕大多數社會裡，作為貨幣使用的物品逐漸被金屬所取代。使用金屬貨幣的好處是它的製造需要人工，無法從自然界大量獲取，同時還易儲存。數量稀少的金、銀和冶炼困難的銅逐漸成為主要的貨幣金屬。某些國家、地區，使用過鐵質貨幣，如中國的巴蜀地區。
早期的金屬貨幣是塊狀的，使用時需要先用試金石測試其成色，同時還要秤量重量。隨著人類文明的發展，逐漸建立了更加複雜而先進的貨幣制度。古代希臘、羅馬和波斯的人們，由官府鑄造重量、成色統一的硬幣。這樣，在使用貨幣的時候，既不需要秤量重量，也不需要測試成色，無疑方便得多。這些硬幣上面帶有國家元首，如國王、皇帝等君主的頭像、複雜的紋章和印璽圖案，以免偽造。

### 金銀
歷史上，欧洲各國的主幣為金幣和銀幣，輔幣以銅、銅合金製造。隨著歐洲社會經濟與人口的發展，商品交易量逐漸增大，到15世紀時因為礦產枯竭，經濟發達的法兰德斯和意大利北部各邦國出現了通貨緊縮的恐慌。從16世紀開始，大量來自美洲的黃金和白銀通過西班牙流入歐洲，尤其是银币西班牙銀元，這些多出來的貴金屬有如現代印鈔機一般，挽救了歐洲的貨幣制度，並為其後歐洲的资本主义經濟發展創造了起步的條件。

## 紙幣

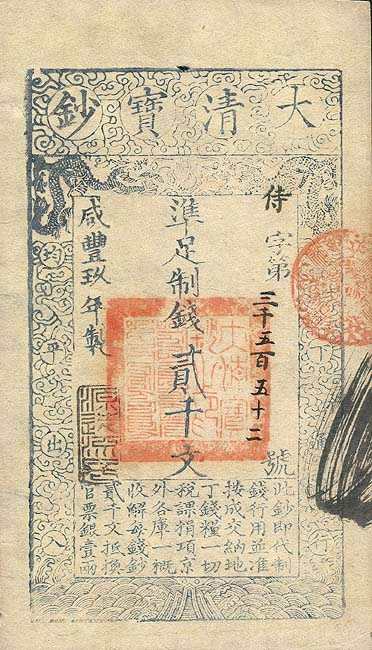
清朝銀票

隨著經濟的進一步發展，金屬貨幣同樣顯示出使用上的不便。在大額交易中需要使用大量的金屬硬幣，其重量和體積都令人感到煩惱。金屬貨幣使用中還會出現磨損的問題，據不完全的統計，自從人類使用黃金作為貨幣以來，已經有超過兩萬噸的黃金在鑄幣廠裡、或者在人們的手中、錢袋中和衣物口袋中磨損掉。於是作為金屬貨幣的象徵符號的紙幣出現了。世界上最早的紙幣在宋朝年間於中國四川地區出現的交子。

## 金銀本位
最初的紙幣是以黃金為基礎的，與黃金可以自由兌換，兩者可以同時流通，紙幣的發行量也比較少。到19世紀末，資本主義經濟出現速度空前的膨脹與發展，於是紙幣逐漸成為主要的流通貨幣，但是它們仍然有黃金作為發行的保障。這種貨幣制度稱為「金本位」。

## 其它

### 石頭貨幣
在世界上最大貨幣所在地雅蒲島，居民在土地和房屋的買賣交易時，仍用直徑4公尺、重5噸的石材當貨幣使用。這種雅浦島石幣稱為。